# Łącząc Europę
Łącząc Europę (ang. Connecting Europe Facility – CEF) – instrument finansowy, który zastąpił program Sieci Transeuropejskie (TEN), ustanowiony przez Parlament Europejski i Radę Unii Europejskiej rozporządzeniem nr 1316/2013 do wspierania i realizacji projektów infrastrukturalnych w latach 2014–2020 w dziedzinie transportu, energetyki i telekomunikacji.
Fundusz ma się przyczynić do osiągnięcia przez Unię celów Europejskiego Zielonego Ładu (ang. European Green Deal). Ma on pomóc przekształcić UE w nowoczesną, zasobooszczędną i konkurencyjną gospodarkę:
- która w 2050 r. osiągnie zerowy poziom emisji gazów cieplarnianych netto,
- w której nastąpi oddzielenie wzrostu gospodarczego od zużywania zasobów,
- w której żadna osoba ani żaden region nie pozostaną w tyle.

Wcześniej cele określał pakiet energetyczno-klimatyczny (20-20-20), wyznaczony w Strategii Europa 2020, tj. ograniczenie emisji CO2 co najmniej o 20 proc. w porównaniu z poziomem z 1990 r., zwiększenie udziału odnawialnych źródeł energii w odniesieniu do całkowitego zużycia energii o 20 proc., zwiększenie efektywności użycia energii o 20 proc.
We wrześniu 2014 r. Komisja Europejska ogłosiła pierwszy konkurs na dofinansowanie projektów transportowych ze środków CEF.
Największym beneficjentem są PKP PLK głównie w ramach inwestycji kolejowych na liniach E59, E20, E75, CMK.